# Makluba
La makluba o maqluba (in arabo مقلوبة‎?, maqlūba, "rovesciata, capovolta", pronuncia levantina maʾlūbe, maglūbe o maklūbe) è un piatto tipico della cucina mediorientale, in particolare quella palestinese, a base di riso, agnello e verdure.
Questo piatto nasce dalla tradizione di donare cibo agli indigenti dopo i banchetti delle feste: si usava raccogliere tutti gli avanzi, metterli in una grossa ciotola che veniva poi capovolta in un grande piatto da offrire ai poveri.
La makluba viene servita calda ed è solitamente accompagnata con una salsa di pomodori, cetrioli e yogurt.